# مک‌لارن ام‌پی۴/۴
مک‌لارن ام‌پی۴/۴ {(به انگلیسی: ‎McLaren MP4/4‎) یک خودروی مسابقه‌ای فرمول یک بود که توسط استیو نیکولز طراحی شد و توسط مک‌لارن اینترنشنال برای شرکت در مسابقات فرمول یک فصل ۱۹۸۸ ساخته شد. آلن پروست و آیرتون سنا رانندگانی بودند که در این فصل با این خودرو رانندگی کردند.
پیشرانهٔ این خودرو از نوع وی۶ ‎۸۰°‎ توربو با حجم ۱۴۹۴ سی‌سی بوده و جعبه‌دندهٔ آن ۶ دنده به‌صورت دستی بود.
این خودرو مجموعاً در ۱۶ مسابقه شرکت کرد و در این مسابقات ۱۵ بار به پیروزی دست یافت. همچنین ۱۵ پول پوزیشن با استفاده از این خودرو کسب شد و ۱۰ بار نیز سریع‌ترین زمان برای طی یک دور پیست توسط این خودرو به ثبت رسید.